# Aedes luteocephalus
Aedes luteocephalus är en tvåvingeart som först beskrevs av Robert Newstead 1907.  Aedes luteocephalus ingår i släktet Aedes och familjen stickmyggor. Inga underarter finns listade i Catalogue of Life.